# Saint-Maximin (Gard)
Saint-Maximin (okzitanisch: Sent Maissemin) ist eine französische Gemeinde mit 794 Einwohnern (Stand: 1. Januar 2022) im Département Gard in der Region Okzitanien. Die Gemeinde gehört zum Arrondissement Nîmes und zum Kanton Uzès. 

## Geografie
Saint-Maximin liegt etwa 33 Kilometer westsüdwestlich von Orange. Das Gemeindegebiet wird vom Fluss Alzon durchquert. Umgeben wird Saint-Maximin von den Nachbargemeinden Saint-Siffret im Norden und Nordosten, Argilliers im Osten, Collias im Süden und Südosten, Sanilhac-Sagriès im Süden und Südwesten sowie Uzès im Westen.

## Bevölkerungsentwicklung
| Jahr                       | 1962 | 1968 | 1975 | 1982 | 1990 | 1999 | 2006 | 2017 |
| -------------------------- | ---- | ---- | ---- | ---- | ---- | ---- | ---- | ---- |
| Einwohner                  | 243  | 255  | 278  | 393  | 628  | 630  | 609  | 746  |
| Quellen: Cassini und INSEE |      |      |      |      |      |      |      |      |

## Kultur und Sehenswürdigkeiten
- Kirche Saint-Maximin
- Schloss Racine, Unterkunft von Jean Racine 1661/62

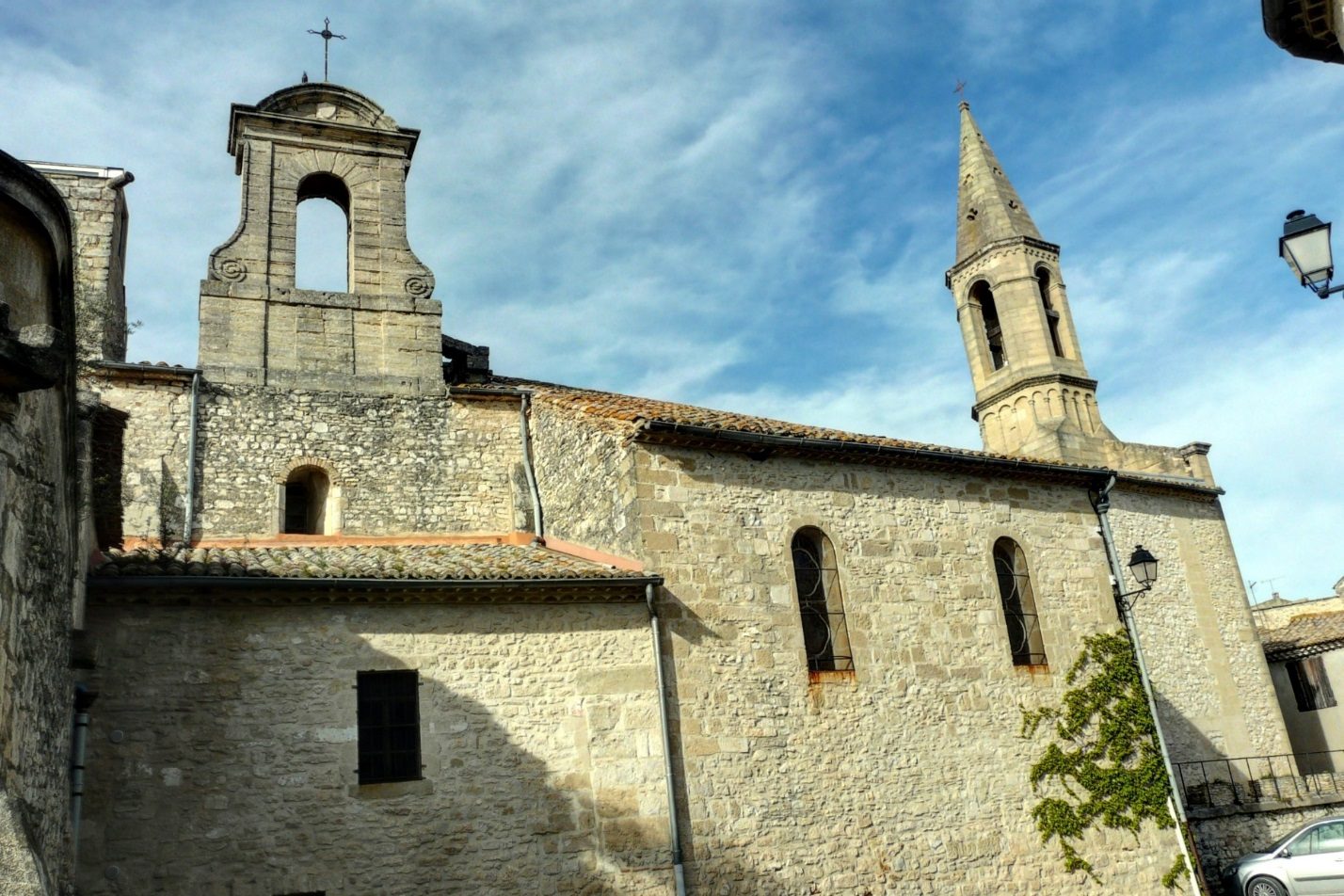
Kirche Saint-Maximin